# Bound for Glory (2012)
L'édition 2012 de Bound for Glory est une manifestation de catch professionnel télédiffusée et visible uniquement en paiement à la séance. L'événement, produit par la Total Nonstop Action Wrestling, a eu lieu le 14 octobre 2012 au Grand Canyon University Arena, à Phoenix en Arizona aux États-Unis. Il s'agit de la huitième édition de Bound for Glory. Rappelons aussi que Bound for Glory est le plus grand Pay Per View de catch, au même titre que Wrestlemania. Chavo Guerrero, Jr, Jeff Hardy, AJ Styles, Austin Aries, Bobby Roode, James Storm, Sting et Kurt Angle sont en vedette de l'affiche promotionnelle (officielle).

## Contexte
Les spectacles de la Total Nonstop Action Wrestling en paiement à la séance sont constitués de matchs aux résultats prédéterminés par les scénaristes de la TNA. Ces rencontres sont justifiées par des storylines - une rivalité avec un catcheur, la plupart du temps - ou par des qualifications survenues dans les émissions de la TNA telles que Impact Wrestling et Xplosion. Tous les catcheurs possèdent un gimmick, c'est-à-dire qu'ils incarnent un personnage face (gentil) ou heel (méchant), qui évolue au fil des rencontres. Un pay-per-view comme Bound for Glory est donc un événement tournant pour les différentes storylines en cours.

### Jeff Hardy contre Austin Aries
Après sa qualification aux Bound for Glory Series (2012), Jeff Hardy a commencé le tournoi avec un peu de difficulté pendant les 6 premières semaines, Jeff Hardy réussit à remonter en flèche, dépassant ainsi 4 membres et se qualifiant 3e des BFG Series qui le mena jusqu'à la finale où il a battu en premier Samoa Joe suivi de Bully Ray. Quant à Austin Aries, il détient la ceinture depuis sa victoire lors de Destination X (2012) sur Bobby Roode où depuis, il l'a conservée avec succès, et s'est aussi défendu contre les Aces & 8's. Depuis la finale des BFG Series 2012, Austin Aries et Jeff Hardy gardent un respect mutuel tout en se méfiant, étant tous deux anciens Heel.

### Bobby Roode contre James Storm
James Storm a perdu son titre de Champion face à Bobby Roode à l'édition de Impact Wrestling du 3 novembre 2011 où Bobby a fait un Heel Turn et a donc séparé les deux seuls membres de Beer Money, Inc. Il a gagné le match dans une controverse en assommant le Cowboy avec une bouteille de bière. Le match de retour s'est passé la semaine suivante, mais James Storm avait été attaqué violemment par Kurt Angle donc qu'il n'était pas apte à combattre dans un ring. Le Cowboy très courageux a voulu le faire et a rapidement mis K.O. Il a eu une deuxième opportunité de récupérer sa ceinture, mais dans un match à Fatal Four Way match, avec Jeff Hardy, Bully Ray et Bobby Roode avec Sting en spécial guest Refere à Against All Odds. Il a une nouvelle fois échoué. Ce qui donnera le match suivant dans un Lockdown match qui opposera le "Cowboy" James Storm vs le champion Bobby Roode le 15 avril à Lockdown mais a encore une nouvelle fois échoué donc, James a pris une longue pause des rings avant de revenir lors de l'évènement Slammiversary X où il a mis fin à la série d'invincibilité de Crimson. Bobby Roode quant à lui a perdu le titre lors de Destination X au profit d'Austin Aries et trois semaines plus tard, revire la rivalité entre James et Bobby. Hulk Hogan a annoncé lors de Impact Wrestling du 28 septembre que James Storm affronterait Bobby Roode lors de Bound For Glory 2012 avec King Mo en arbitre.

### Aces & 8s contre Sting et Bully Ray
Lors de Bound For Glory, les Aces & Eight ont réussi à vaincre Sting et Bully Ray, puis il a été révélé l'identité de certains membres tels que Mike Knox, Luke Gallows et Devon. Leur victoire leur donne accès à la Total Nonstop Action Wrestling. L'ère des Immortels s'est achevée lors de Bound for Glory (2011), pour en relancer une, beaucoup plus brutale un an après, lors de Bound for Glory 2012... Ce n'est que le début.

### Hall of Fame
Cette année aura lieu la première cérémonie des Hall of Fame de la TNA. Ceci est annoncé depuis Slammiversary X. Cette cérémonie aura lieu le 13 octobre 2012 au Pointe Hilton Tapatio Cliffs Resort. Le premier annoncé en liste est Sting qui sera introduit par Dixie Carter, qui est la présidente de la TNA.

## Tableau des matchs
| #                                                          | Match                                                                                            | Stipulation                                                                                                 | Durée |
| ---------------------------------------------------------- | ------------------------------------------------------------------------------------------------ | --- | ----- |
| 1                                                          | Rob Van Dam bat Zema Ion (c)                                                                     | Match simple pour le TNA X Division Championship                                                            | 08:04 |
| 2                                                          | Samoa Joe (c) bat Magnus                                                                         | Match simple pour le TNA Television Championship                                                            | 09:15 |
| 3                                                          | James Storm bat Bobby Roode                                                                      | Street Fight match avec King Mo aux abords du ring                                                          | 17:35 |
| 4                                                          | Joey Ryan bat Al Snow                                                                            | Match simple, si Ryan gagne il obtient un contrat avec la TNA                                               | 8:32  |
| 5                                                          | Chavo Guerrero et Hernandez battent Christopher Daniels & Kazarian (c) et AJ Styles & Kurt Angle | Triple Threat tag team match pour les TNA World Tag Team Championship                                       | 15:39 |
| 6                                                          | Tara bat Miss Tessmacher (c)                                                                     | Match Simple pour le TNA Women's Knockout Championship                                                      | 6:21  |
| 7                                                          | Aces & Eights battent Sting & Bully Ray                                                          | No Disqualification Tag team match, si Aces & 8s gagnent, ils obtiennent un accès illimité à l'Impact! Zone | 10:51 |
| 8                                                          | Jeff Hardy bat Austin Aries (c)                                                                  | Match simple pour le TNA World Heavyweight Championship                                                     | 23:03 |
| (c) désigne le champion défendant son titre dans le match. |                                                                                                  | |       |

### Autres sources
- (en) Cet article est partiellement ou en totalité issu de l’article de Wikipédia en anglais intitulé « Bound for Glory (2012) » (voir la liste des auteurs).